# Austranoplium
Austranoplium is een kevergeslacht uit de familie van de boktorren (Cerambycidae). De wetenschappelijke naam van het geslacht werd voor het eerst geldig gepubliceerd in 1963 door Chemsak & Linsley.

## Soorten
Austranoplium is monotypisch en omvat slechts de volgende soort:
- Austranoplium concolor Chemsak & Linsley, 1963